# Etienne Green
Etienne Green, född 19 juli 2000, är en engelsk-fransk fotbollsmålvakt som spelar för Burnley. 

## Karriär
Green är född i Colchester, England och har en engelsk far och en fransk mor. Han flyttade som fyraåring till Frankrike och spelade först tre år i ES Veauche innan han gick Saint-Étienne som nioåring. I juni 2020 skrev Green på sitt första professionella kontrakt med Saint-Étienne.
Den 4 april 2021 debuterade Green i Ligue 1 i en 2–0-vinst över Nîmes, där han höll nollan och räddade en straff. I augusti 2021 förlängde Green sitt kontrakt i Saint-Étienne.
Den 7 augusti 2024 värvades Green av Burnley, där han skrev på ett treårskontrakt.